# Frank Hannon
Frank Hannon (1966, Los Ángeles, California) es un guitarrista de hard rock y heavy metal conocido principalmente por ser miembro del grupo Tesla.

## Biografía
Hannon comenzó a tocar la guitarra y escribir canciones cuando tenía 10 años, recibiendo su primera guitarra en el año de 1976. Hannon ha tocado y producido varios sencillos con muchos artistas reconocidos. Suele usar guitarras Gibsons, siendo sus preferidas la '96 Cherry SG, ES 335, Les Paul Goldtops, Doubleneck de 12/6 cuerdas y una acústica negra: J50. Aprendió a tocar el piano de su madre cuando era joven. También tocó órganos B3, bajos y tambores.
Tesla se creó en 1984, cuando Hannon tenía 19 años. Desde entonces ha grabado y actuado con muchos músicos durante los últimos 20 años, algunos de ellos son: Dickey Betts, Lynyrd Skynyrd, Moe, Def Leppard, Roger Fisher, Gary Hoey, Steve Morse, Jeff Watson, Night Ranger, Eric Martin, Y&T, Jon Anthony, Jackyl, Skid Row, Scott West, Cortney Daugustine, Rogue y Pat Travers.
Hannon formó una banda llamada Moon Dog Mane, con la cual publicó un álbum en 1998.

## Discografía

### Tesla
- Mechanical Resonance (1986)
- The Great Radio Controversy (1989)
- Psychotic Supper (1991)
- Bust a Nut (1994)
- Into the Now (2004)
- Real to Reel (2007)
- Forever More (2008)
- Simplicity (2014)